# Бердосля
Бердосля (Бардасли) (баш. Берҙәсле) — река в России, протекает по Башкортостану, Кушнаренковский район. Устье реки находится в 47 км по левому берегу реки Чермасан. Длина реки — 15 км.

## Данные водного реестра
По данным государственного водного реестра России относится к Камскому бассейновому округу, водохозяйственный участок реки — Белая от города Уфы до города Бирска, речной подбассейн реки — Белая. Речной бассейн реки — Кама.
Код объекта в государственном водном реестре — 10010201512111100025323.